# Кодина, Исидре
Исидре Кодина (исп. Isidre Codina) — испанский футбольный тренер. Руководил национальной сборной Андорры.

## Биография
Тренировал команду «Спортинг» (Эскальдес).
Исидре Кодина возглавлял национальную сборную Андорры 13 ноября 1996 года, когда она проводила свой первый международный матч против Эстонии. Товарищеская встреча закончилась поражением сборной карликового государства со счётом (1:6). В 1997 году Кодина как главный тренер сборной Андорры участвовал в определении игрока года ФИФА и проголосовал за Роналдо.